# Hedeoma drummondii
Hedeoma drummondii är en kransblommig växtart som beskrevs av George Bentham. Hedeoma drummondii ingår i släktet Hedeoma och familjen kransblommiga växter. Inga underarter finns listade i Catalogue of Life.

## Bildgalleri

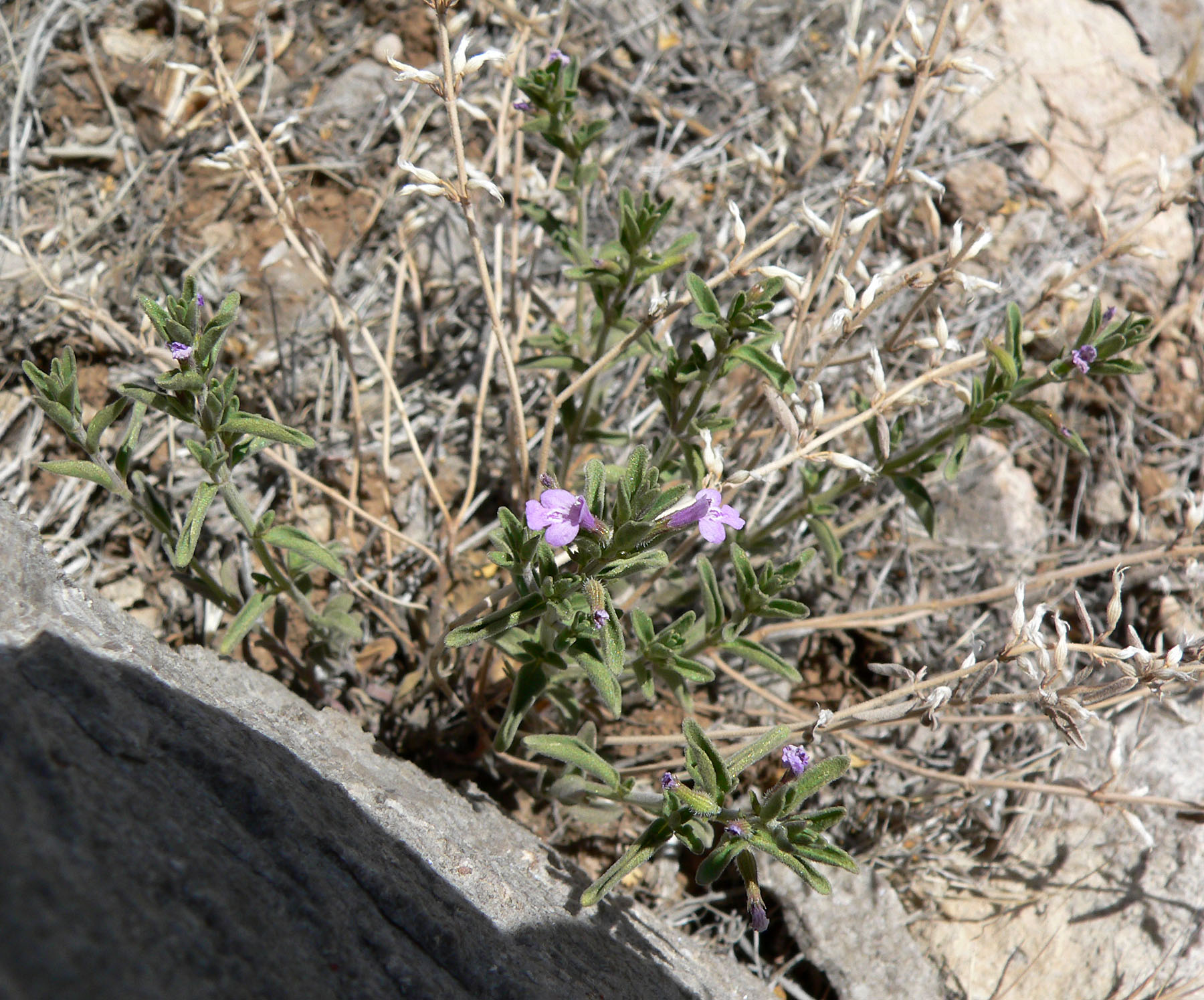
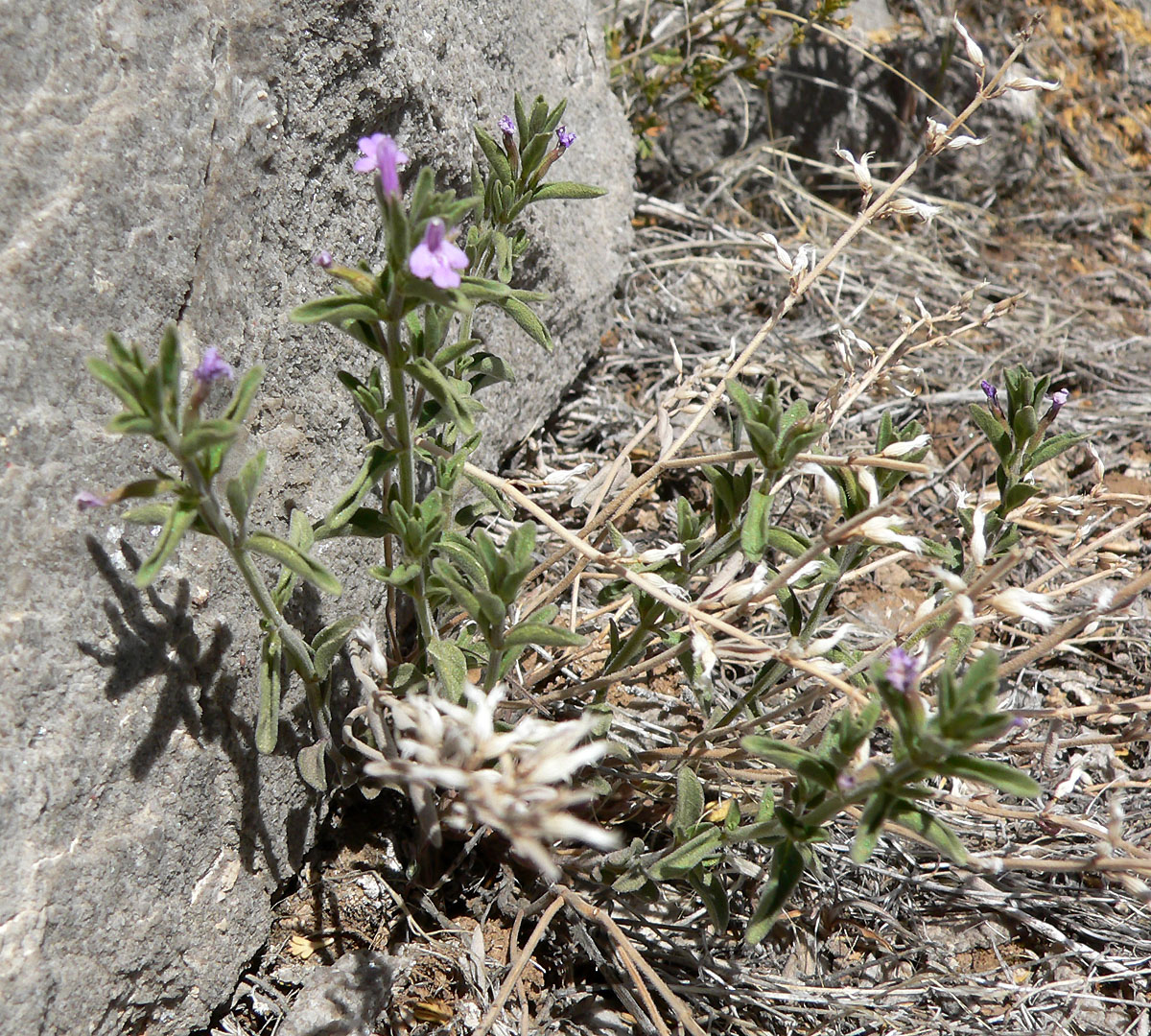
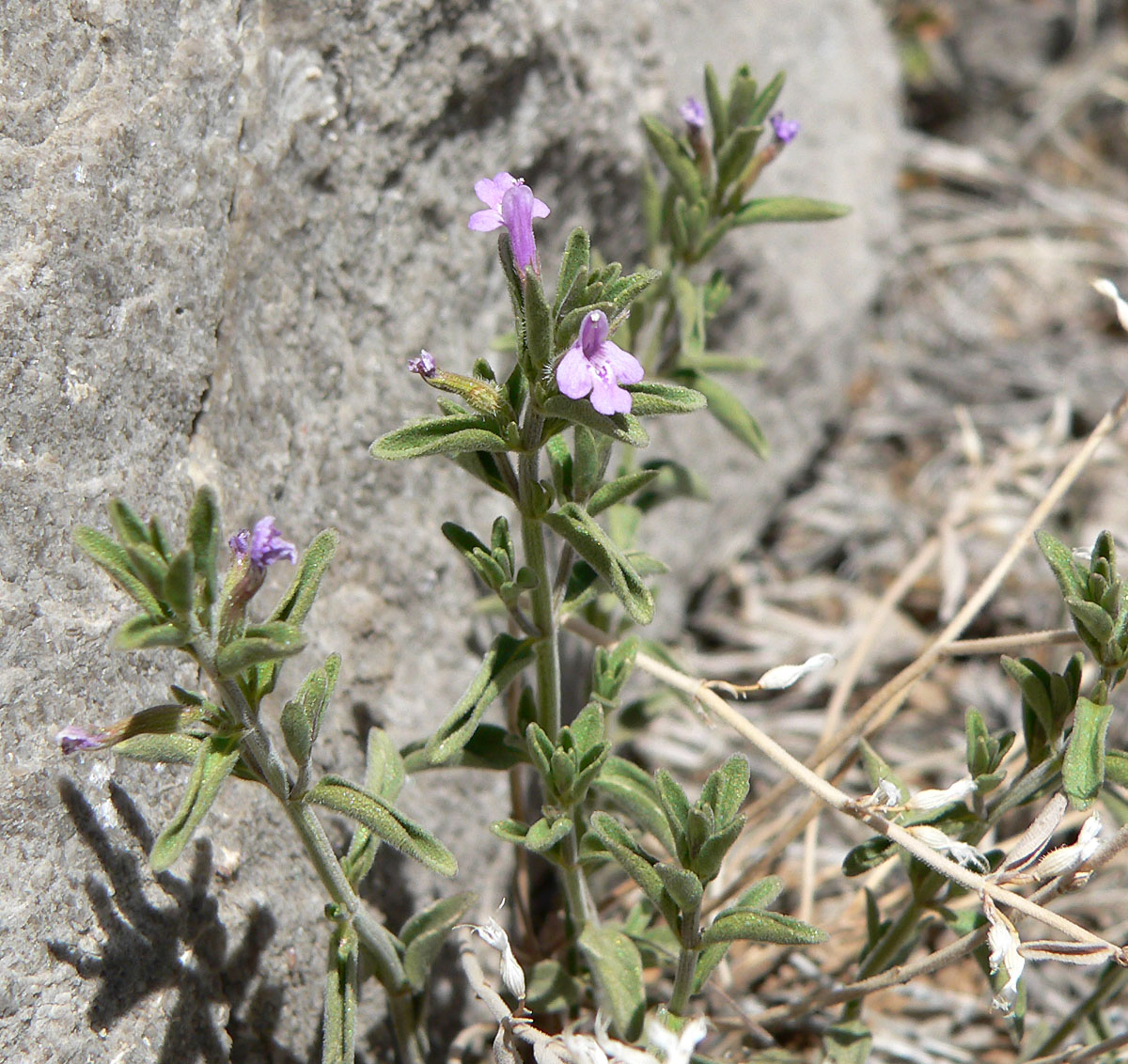
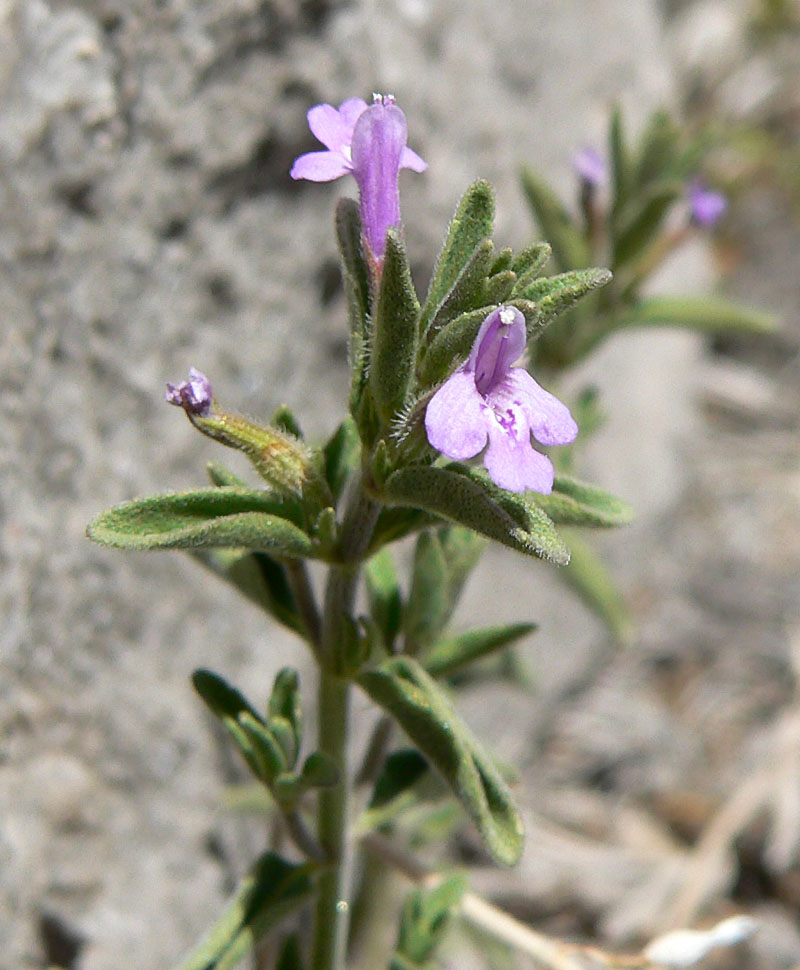